# VH1 Classic Europa
VH1 Classic Europe, beter bekend als VH1 Classic European was een muziektelevisiekanaal van ViacomCBS Networks International. Het kanaal had geen presentatoren maar draaide non-stop 24/7 muziekvideo's van de jaren tachtig tot en met de eeuwwisseling, bijzondere en zeldzame optredens uit de jaren vijftig tot en met zeventig waren soms ook te bekijken. Op 5 oktober 2020 is VH1 Classic Europe vervangen door MTV 80s.

## Geschiedenis
VH1 Classic is opgericht in het Verenigd Koninkrijk als zusterzender van MTV op 1 juli 1999 als VH1 Classic UK en was vanaf het begin voor heel Europa beschikbaar. Net zoals VH1 Europa zond deze uit vanuit een locatie van MTV Networks Europe in Camden Town (Londen). De zender begon met het uitzenden van videoclips van de jaren veertig tot negentig. Al gauw werden er ook documentaires en popconcerten van onder meer de grootste artiesten getoond, zoals: Aerosmith, Bob Marley, David Bowie, Deep Purple, Fleetwood Mac, Genesis, Guns N' Roses, Jimi Hendrix, Led Zeppelin, Metallica, Nirvana, Pink Floyd, Prince, Queen, The Beatles, The Doors, The Rolling Stones, U2 en vele andere bekende en minder bekende artiesten van de jaren zeventig tot en met de helft van de jaren negentig in combinatie met clips. Ook werden er hitlijsten met een bepaald thema getoond, zoals de Top 100 van de jaren tachtig, Top 100 Ballads en de Top 100 aller tijden. Verder werden er weekend-, dag- en nachtmarathons gehouden met een thema zoals bijvoorbeeld: 80's Weekend, Genesis Night en Madonna Weekend. Een marathon werd altijd afgesloten met een hitlijst gerelateerd aan de desbetreffende marathon. Daarna werd de Pan-Europese dienst gelanceerd op 30 november 2004 die als zelfstandige aftakking verder ging als 24-uursmuziektelevisiekanaal. Een opvallend moment tussen beide zenders was dat tussen kerst en Oud en Nieuw in 2006 een storing in het systeem van de Britse variant optrad, en dat de zender noodgedwongen op de Pan-Europese variant moesten overgaan. In de nacht van 1 op 2 januari 2007 was de storing verholpen en zijn de uitzendingen van VH1 Classic UK hervat, met tot gevolg een zeer grote teleurstelling bij de Britten omdat de brede scala aan clips in een keer wegviel. VH1 Classic UK is nog wel te bekijken in het Verenigd Koninkrijk en Ierland maar is op 1 maart 2010 overgegaan op de naam MTV Classic UK. Hier is verder weinig mee veranderd, behalve dat de documentaires en popconcerten meer plaats hebben gemaakt voor hitlijsten. De Pan-Europese variant was in principe in heel Europa te zien, behalve in het Verenigd Koninkrijk, Ierland, San Marino en Italië. In tegenstelling met het toenmalige VH1 Classic UK werd de Pan-Europese variant uitgezonden zonder reclame met 24 uur per dag muziekvideo's gespeeld vanuit de uitgebreide muziekbibliotheek van MTV Networks Europe in Londen. VH1 Classic Europe is op 5 oktober 2020 vervangen door MTV 80s.

## Reguliere programmering
Doordeweeks is er een horizontaal aanbod met programma's als:
- 30/25/20/15 Years Since: Hits van 30/25/20/15 jaar geleden.
- 90's Vs 00's: Twee vergelijkbare uitvoeringen van nummers van de 90's en de 00's, soms van dezelfde artiest.
- All Night Long!: Muziek in de nacht.
- All Time Hits: Hits uit de 80's, 90's en 00's.
- Monday Memories/Timeless Tuesdays/Wind Back Wednesdays/Throwback Thursday/Flashback Fridays: Muziek in de doordeweekse middag uit de laatste vijf decennia.
- Classic Power Ballads: Ballades uit de laatste vijf decennia.
- Guess The Year: Clips uit de 80's, 90's en 00's waarbij na afloop het jaar van de gespeelde clip wordt getoond.
- Never Mind The Classics: Reguliere clips.
- Nothing But Classics: Reguliere clips
- Nothing But The 80s/90s/00s (weekend om en om): Muziek van de 80's, 90's en 00's.
- Smells Like The 90's: Jaren 90 hits.
- The Rock Show: Rock, Metal en Classic Rock uit de laatste vijf decennia.
- Wake Me Up Before You Go Go: Muziek in de morgen.
- Welcome To The Weekend!: De beste Disco" "Funk" en "Soul"-Clips.
- We Are The 80's: Jaren 80 hits